# Casper (rapero)
Benjamin Griffey (nacido el 25 de septiembre de 1982), más conocido por su nombre artístico como Casper , es un rapero germano-estadounidense firmado por el sello musical alemán Sony Music .

## Biografía
Casper nació en Extertal en Renania del Norte-Westfalia. Es hijo de una madre alemana y un padre estadounidense, Arlen Griffey, que era un soldado estacionado en Extertal. Su familia se mudó a Augusta, Georgia , en los Estados Unidos , cuando tenía dos semanas de edad, donde vivía en un parque de casas rodantes. A la edad de 11 años, regresó a Alemania y se estableció en Bielefeld con su madre y su hermana menor. A pesar de que su madre era alemana, no se había criado de forma bilingüe y, por lo tanto, tuvo problemas en la escuela inicialmente.

## Carrera

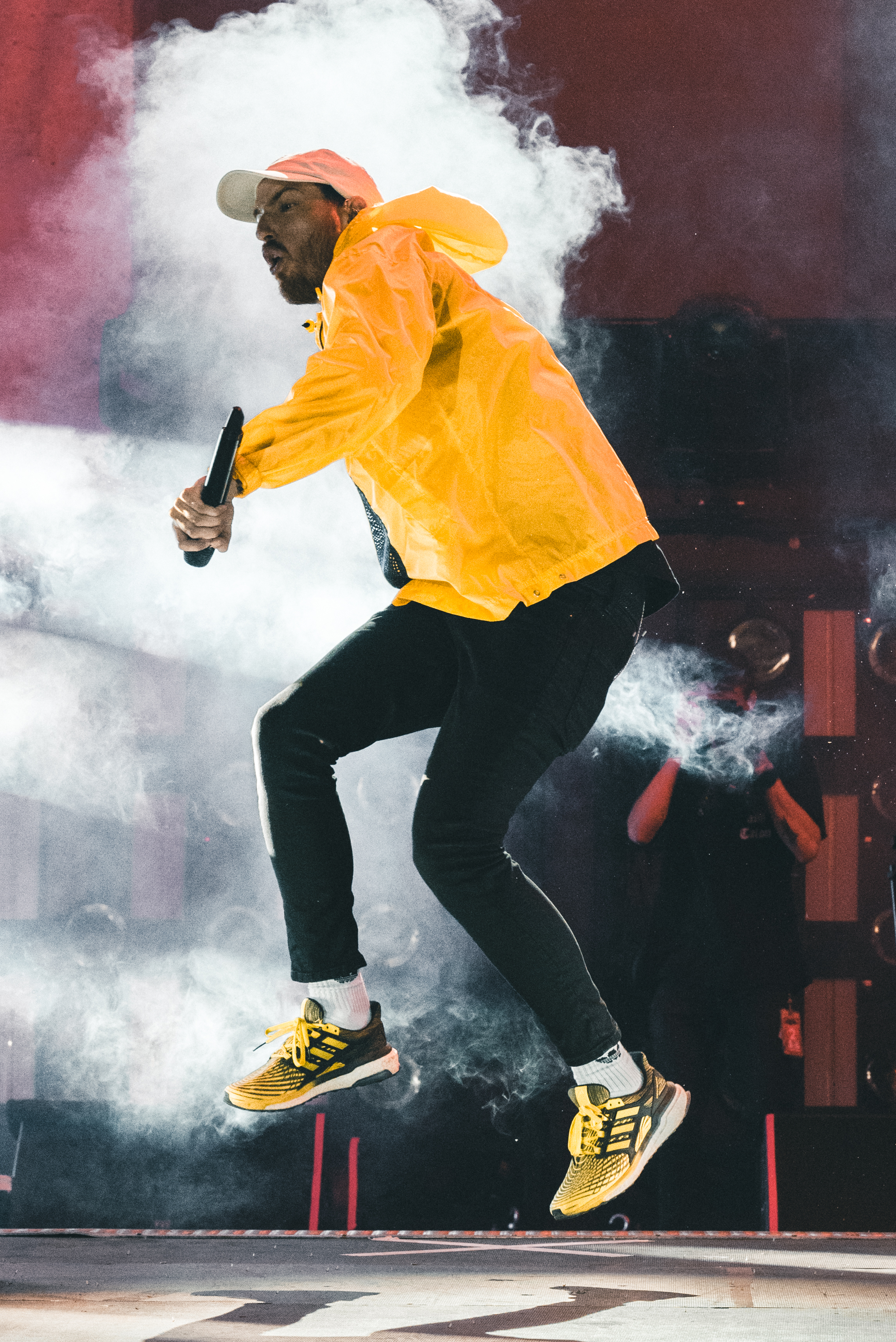
Casper at Splash-Festival 21

Casper estuvo involucrado en muchas grabaciones de estudio con otros raperos alemanes, como Abroo y Separate. Juntos fundaron el grupo de hip-hop Kinder des Zorns. En 2004 lanzaron Rap Art War , su primer y único álbum.
En 2006 lanzó una mixtape llamada Die Welt Hört Mich con el sello 667 - One More Than The Devil. En los dos años posteriores para el lanzamiento de Die Welt Hört Mich , realizó una gira por Alemania y el 9 de mayo de 2008 lanzó su primer álbum, Hin Zur Sonne con el sello discográfico 667.
En febrero de 2009, dejó 667 Records y firmó un contrato con Selfmade Records. Junto con Kollegah , Favorite y Shiml, quienes también firmaron con Selfmade Records y lanzaron Chronik 2 en abril de 2009.
En octubre de 2010, Casper dejó Selfmade Records y firmó un nuevo contrato con Four Music . Su segundo álbum, XOXO , fue lanzado el 8 de julio de 2011.
Casper es conocido por su voz que suena un poco ronca: esto se debió a que tocó en bandas punk / hardcore en los primeros días de su carrera musical, lo que resultó en un daño en sus cuerdas vocales.

## Recepción en la escena del rap alemán

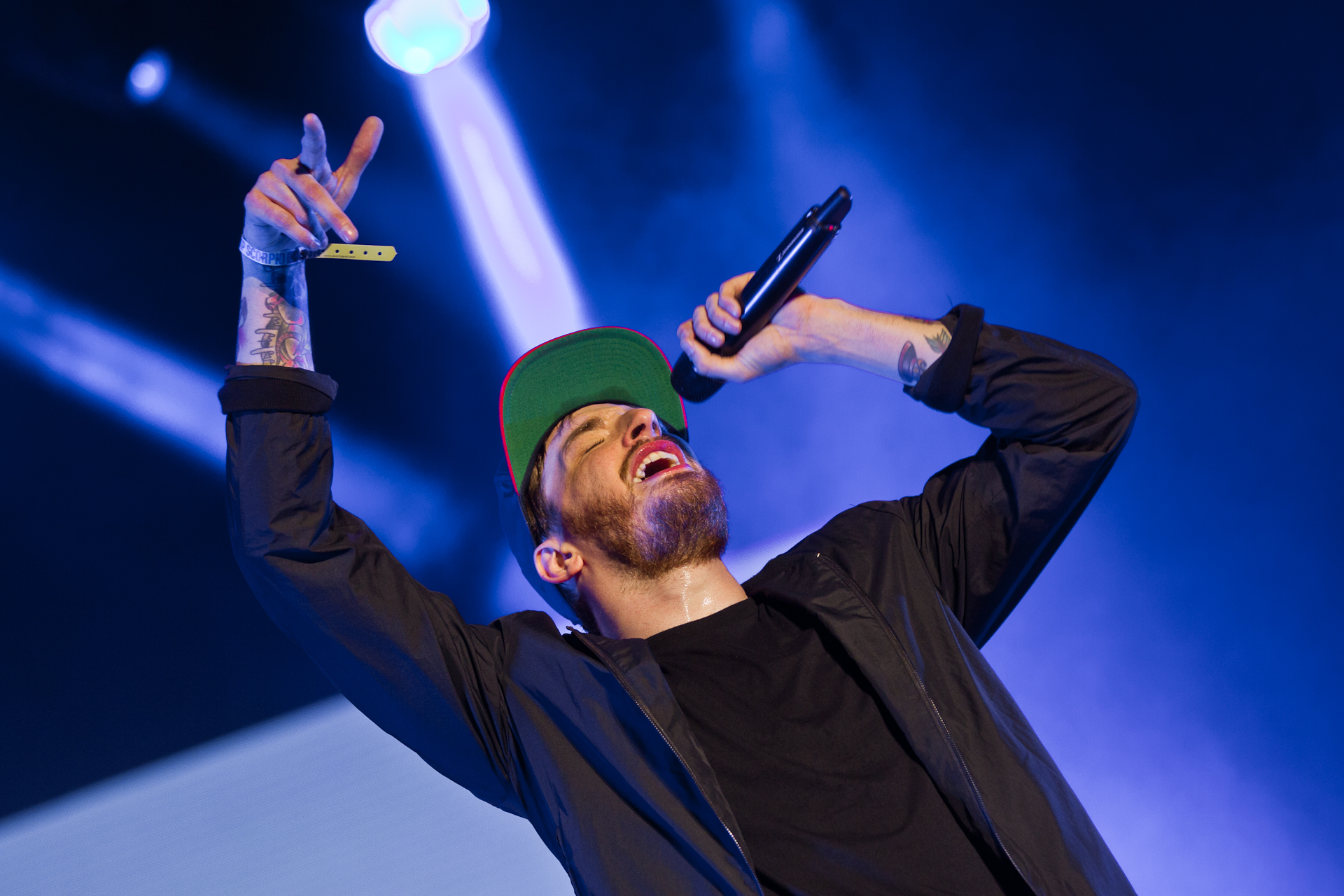
Casper en Southside Festival 2014

Casper a menudo ha sido calificado como un " rapero emo ", que también utiliza para describirse a sí mismo, afirmando que estaba harto de que le preguntaran sobre su estilo. Sus letras son principalmente autobiográficas, en particular en la canción "Hin zur Sonne", que describe sus primeros años en América.

## Discografía

### Los álbumes
- 2008: Hin zur Sonne
- 2011: XOXO
- 2013: Hinterland
- 2017: Lang lebe der Tod
- 2018: 1982 junto con Marteria.
- 2023: Nur liebe, immer

### Mixtapes
- 2006: Die Welt hört mich
- 2007: Mixtape exclusivo (Online-Mixtape)

### EPs
- 2003: Grundstein
- 2011: Auf und davon - EP

### Freetracks
- 2006: Kann nicht verlieren
- 2006: Sie lieben mich jetzt
- 2007: fiesta wie die rockstars
- 2008: Nie wieder (feat. Prinz Pi)
- 2011: Nie Wieder (versión Akustik) (feat. Prinz Pi)
- 2012: Nie Auf (con Cro feat. Timid Tiger)
- 2012: Halbe Mille

### Colaboraciones
- 2004: Rap Art War ( álbum de Kinder des Zorns )
- 2009: Chronik 2 - Sampler con Kollegah, Shiml y Favorite
- 2018: 1982 - Álbum con Marteria

### Individual
- 2009: Herz aus Holz 2009
- 2009: Mittelfinger hoch feat. Kollegah, Shiml y Favorite
- 2011: tan perfekt
- 2011: Michael X
- 2011: Auf und davon
- 2013: Im Ascheregen
- 2013: Hinterland
- 2013: Jambalaya
- 2014: Alles Endet (aber nie die Musik)
- 2016: Lang lebe der Tod feat. Blixa Bargeld , Dagobert & Sizarr
- 2017: Keine Angst hazaña. Drangsal
- 2017: Alles ist erleuchtet
- 2018: Campeón de sonido con Marteria.
- 2018: Supernova con Marteria.
- 2018: Chardonnay & Purple Haze con Marteria

Álbumes de estudio
| año  | Etiqueta musical del título                           | Ubicaciones de gráficos | Ubicaciones de gráficos | Ubicaciones de gráficos | Observaciones                                                   |
| año  | Etiqueta musical del título                           | Delaware                | A                       | CH                      | Observaciones                                                   |
| ---- | ----------------------------------------------------- | ----------------------- | ----------------------- | ----------------------- | --------------------------------------------------------------- |
| 2004 | Música de Rap Art War Buckwheats                      | -                       | -                       | -                       | Primera publicación: 20 de mayo de 2004 con Kinder des Zorns    |
| 2006 | El mundo me escucha Distribución comercial aproximada | -                       | -                       | -                       | Primera publicación: 7 de abril de 2006                         |
| 2008 | Hacia el sol Distribución comercial aproximada        | -                       | -                       | -                       | Primera publicación: 9 de mayo de 2008                          |
| 2011 | Música de XOXO Four                                   | 1 × 3 (54 semanas)      | 14 (12 semanas)         | 30 (5 semanas)          | Primera publicación: 8 de julio de 2011 Ventas: + 300.000       |
| 2013 | Música de Hinterland Four                             | 1 × 3 (37 semanas)      | 1 (15 semanas)          | 3 (6 semanas)           | Primera publicación: 27 de septiembre de 2013 Ventas: + 307,500 |
| 2017 | Larga vida a la muerte Sony Music                     | 1 (14 semanas)          | 2 (6 semanas)           | 2 (4 semanas)           | Primera publicación: 1 de septiembre de 2017                    |
| 2018 | 1982 Sony Music                                       | 1 (15 semanas)          | 3 (3 semanas)           | 6 (3 semanas)           | Primera publicación: 31 de agosto de 2018 con Marteria          |

## Premios
- 2011: 1LIVE Krone - Mejor Álbum
- 2012: Récord de oro para XOXO
- 2012: Premio ECHO - Hip-Hop / categoría urbana

## Trivia
- Casper es un fanático del club de fútbol Arminia Bielefeld . Su canción "Eines Tages" está dedicada a Arminia Bielefeld.[8][9]

- En el Schulduell (duelo escolar) de 1LIVE, la escuela ganadora, Geschwister-Scholl-Gymnasium en Düsseldorf ganó un concierto exclusivo con Casper[10]